# Everybody's on the Run
«Everybody's on the Run» es una canción de la banda de rock británica Noel Gallagher's High Flying Birds, escrita por Noel Gallagher para su disco debut homónimo Noel Gallagher's High Flying Birds. El sencillo fue publicado el 29 de julio de 2012. La canción fue utilizada en anuncios de BT. Llegó a alcanzar la posición 61 en la Lista de Singles de Reino Unido.

## Videoclip
Gallagher describió el vídeo en su blog 'Tales From the Middle of Nowhere':

Yo hacía el papel de un taxista norteño gruñón con un poco de resaca, que es justo como me sentí exactamente. Siento que es una de mis mejores actuaciones y definitivamente digna de al menos un Bafta. La actriz Mischa Barton estaba ahí también. Buena chica. Fan del [Manchester] City, ¿¡¿¡puedes creerlo!?!?

El videoclip comienza con un hombre vagueando en su tiempo libre en su apartamento, y Mischa Barton como una chica en un taxi, que luego se baja de él, de modo que su vestido se queda pillado con la puerta del taxi, y se le arranca. Al mismo tiempo, el hombre (Cameron Van Hoy) está en una situación similar: un skater le roba unos zapatos (que le enviaron por mensajería; se muestra al principio del vídeo) directamente de las manos. El hombre persigue al skater para recuperar sus zapatos, mientras que por otra parte la chica está corriendo por su vestido y persiguiendo al taxista gruñón que es retratado por el propio Noel. El skater continúa su camino y de repente choca con el taxi, y pasa a un plano con el skater levantando la rodilla derecha porque es donde está herido. A continuación, el personaje de Mischa Barton y el hombre chocan entre sí, para darse cuenta de que tienen la misma ropa interior; ambos intrigados, todo lo demás termina en el apartamento del hombre donde él y la chica están haciendo el amor con las mismas zapatillas de distinto color.
Protagonizada por Mischa Barton; dirigida y producida por Mike Bruce.

## Lista de canciones
| N.º | Título                                                  | Duración |  |
| 1.  | «Everybody's on the Run»                                | 5:30     |  |
| 2.  | «AKA... What a Life!» (The Amorphous Androgynous Remix) |          |  |